# Château de Copenhague

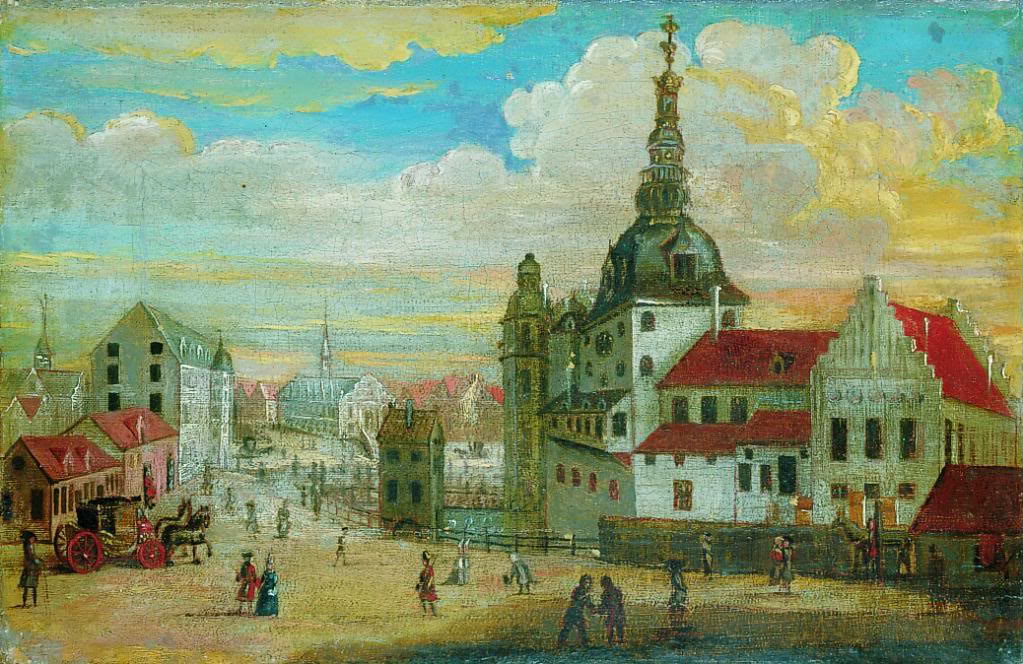
Le château de Copenhague en 1698.

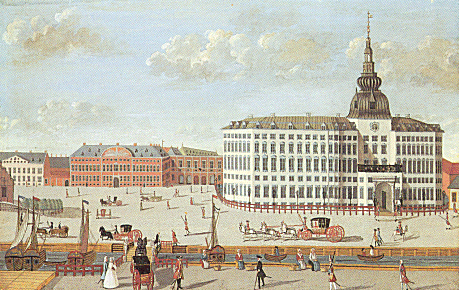
Le château de Copenhague en 1720.

Le château de Copenhague (en danois : Københavns Slot) était un château situé sur l'île de Slotsholmen à Copenhague, au Danemark. Il fut construit à la fin du XIVe siècle sur le site de l'actuel palais de Christiansborg.

## Historique
Au cours des années suivant la démolition du château de l'évêque Absalon par la ligue hanséatique en 1369, les ruines de l'île étaient dissimulées par des travaux de terrassement, sur lesquelles la nouvelle forteresse, le château de Copenhague, a été construite.
Le château avait un mur-rideau et était entouré par un fosse. Sa porte d'entrée était une grande et solide tour. Le château était la propriété de l'évêque de Roskilde jusqu'à ce que le roi Éric de Poméranie usurpe les droits de propriété du château en 1417. Dès lors, le château de Copenhague fut occupé par le roi.
Le château est reconstruit à plusieurs reprises. Le roi Christian IV, par exemple, ajoute une flèche à la tour d'entrée, qui, sous le nom de Tour bleue gagne une réputation en tant que prison. Dans les années 1720, Frédéric IV reconstruit entièrement le château, mais il devient si lourd que les murs commencent à céder et à se fissurer. Il devient donc évident pour Christian VI, successeur de Frédéric IV, immédiatement après son accession au trône en 1730, qu'un tout nouveau château devait être construit.
La démolition du surchargé et vétuste château de Copenhague commence alors en 1731 pour faire place au premier palais de Christiansborg.